# 千鳥ヶ淵

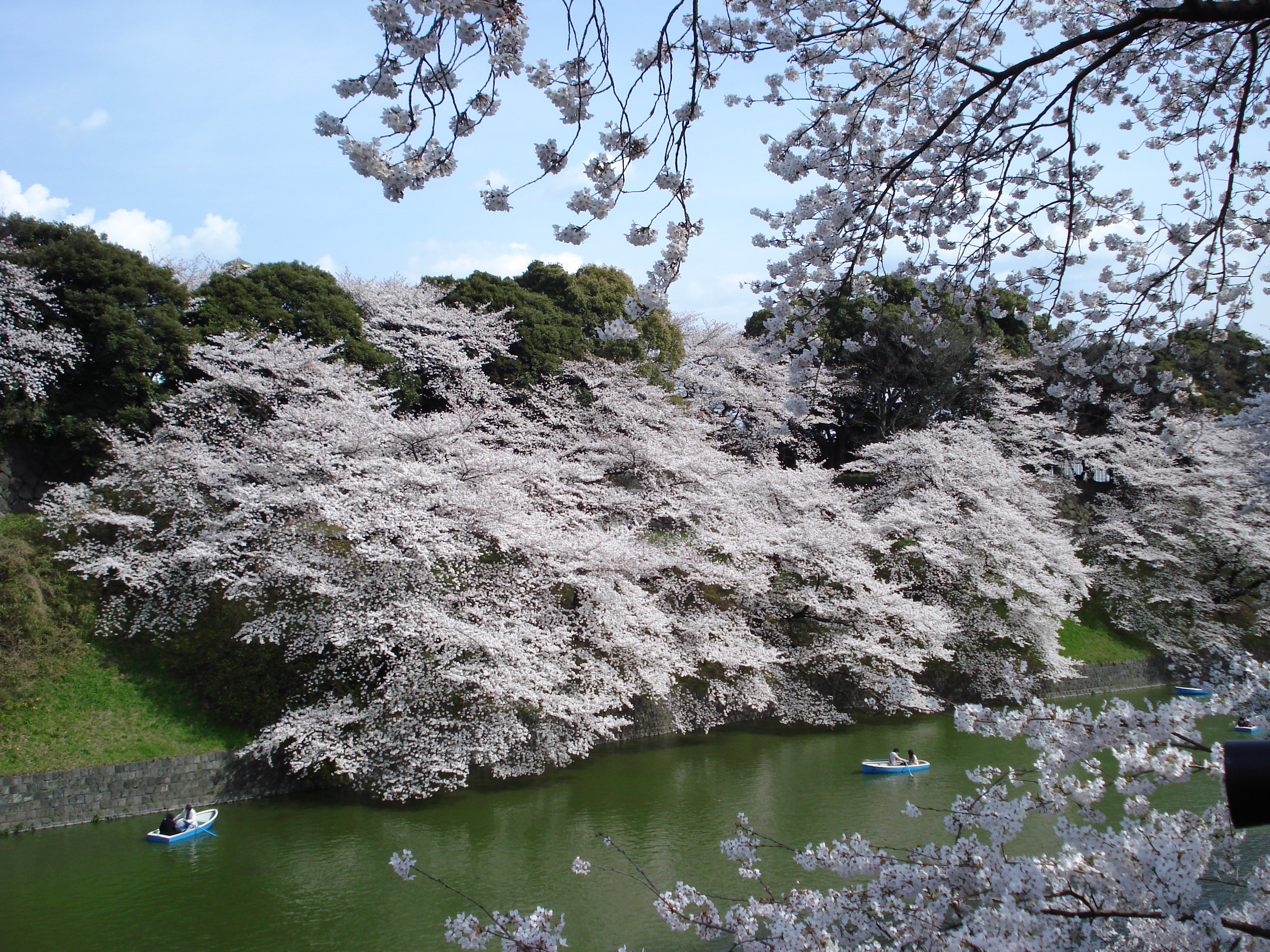
千鳥ヶ淵の桜

千鳥ヶ淵（ちどりがふち）は、皇居の北西側にあるお堀である。

## 概要
千鳥ヶ淵は江戸開府後の江戸城拡張の際、局沢川と呼ばれていた川を半蔵門と田安門の土橋で塞き止めて造られたお堀である。代官町通りを境に接する半蔵濠とはかつて繋がっていたが、1900年（明治33年）に道路建設のため埋め立てられ別々のお堀となった。半蔵濠には千鳥ヶ淵公園が隣接している。
千鳥ヶ淵付近は桜の名所として有名であり、桜の季節になると多くの人で賑わう。開花期間中、千鳥ヶ淵沿いの千鳥ヶ淵緑道では夜になると桜のライトアップが行われる。また、千鳥ヶ淵緑道内にはボート場が設けられていて、お堀でボートを楽しむことができる。
桜など陸上植物の他にも、水中や水辺には水草、魚類・貝類、ヘイケボタルやトンボといった昆虫、オシドリなどの水鳥と、東京都心部では珍しく多様な生物が見られる。管理する環境省が景観と生物多様性、歴史性を保全するための「千鳥ヶ淵環境再生プラン」を進めている。
千鳥ヶ淵緑道を挟んだ先には1959年（昭和34年）、千鳥ケ淵戦没者墓苑が造られ、第二次世界大戦の折に海外で死亡した身元不明の日本人の遺骨が安置されている。

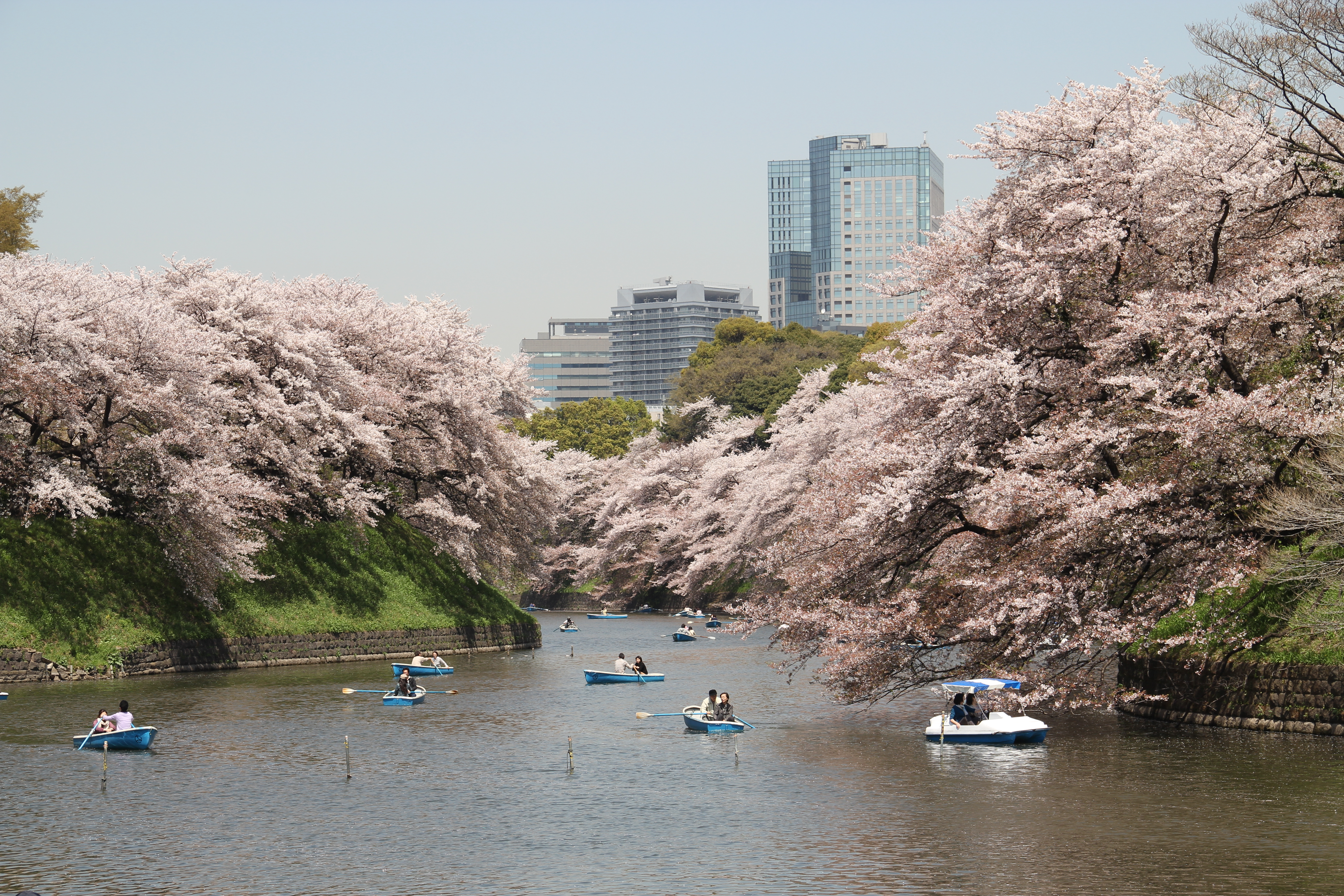
春の千鳥ヶ淵
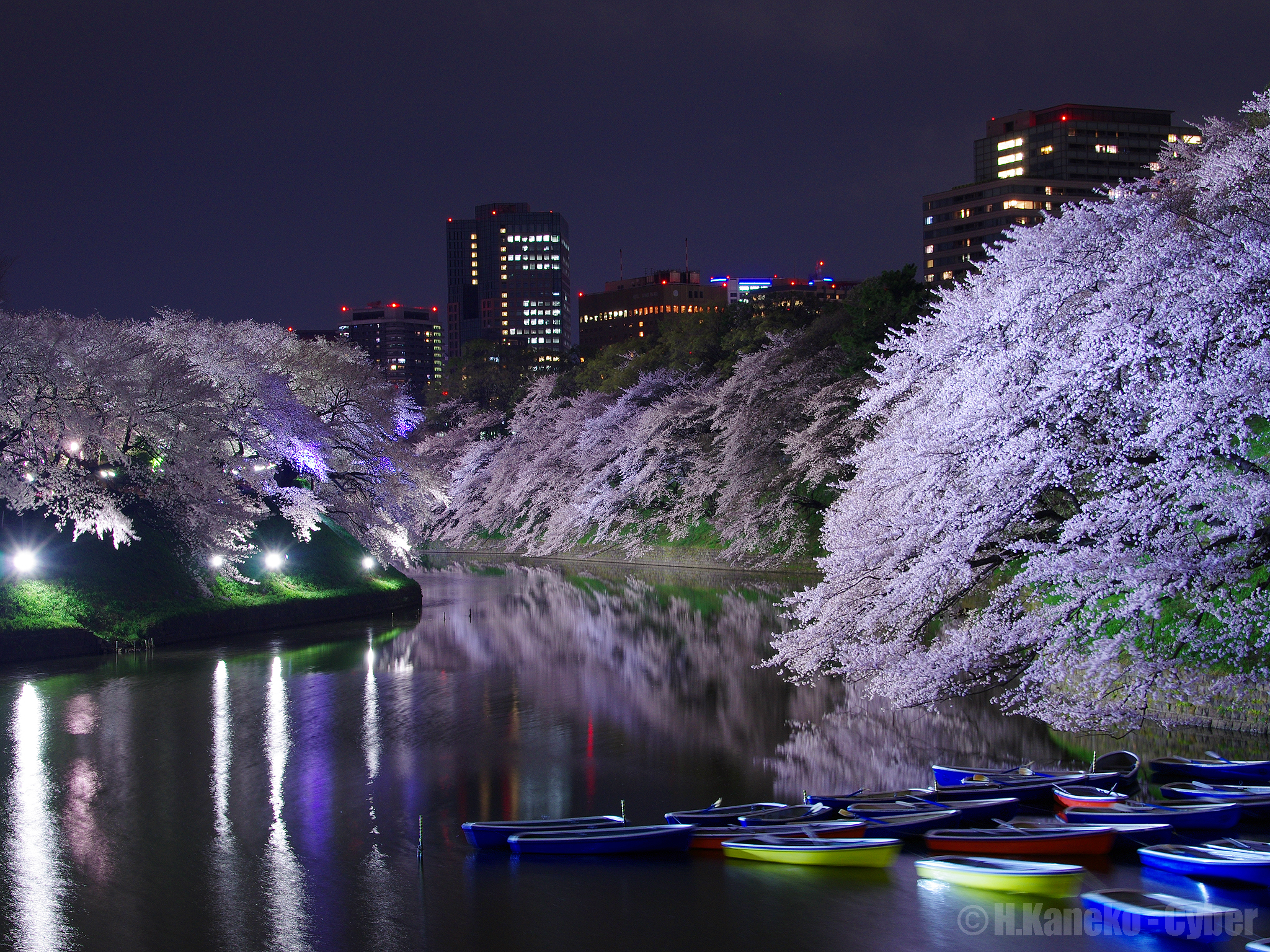
ライトアップされた春の千鳥ヶ淵
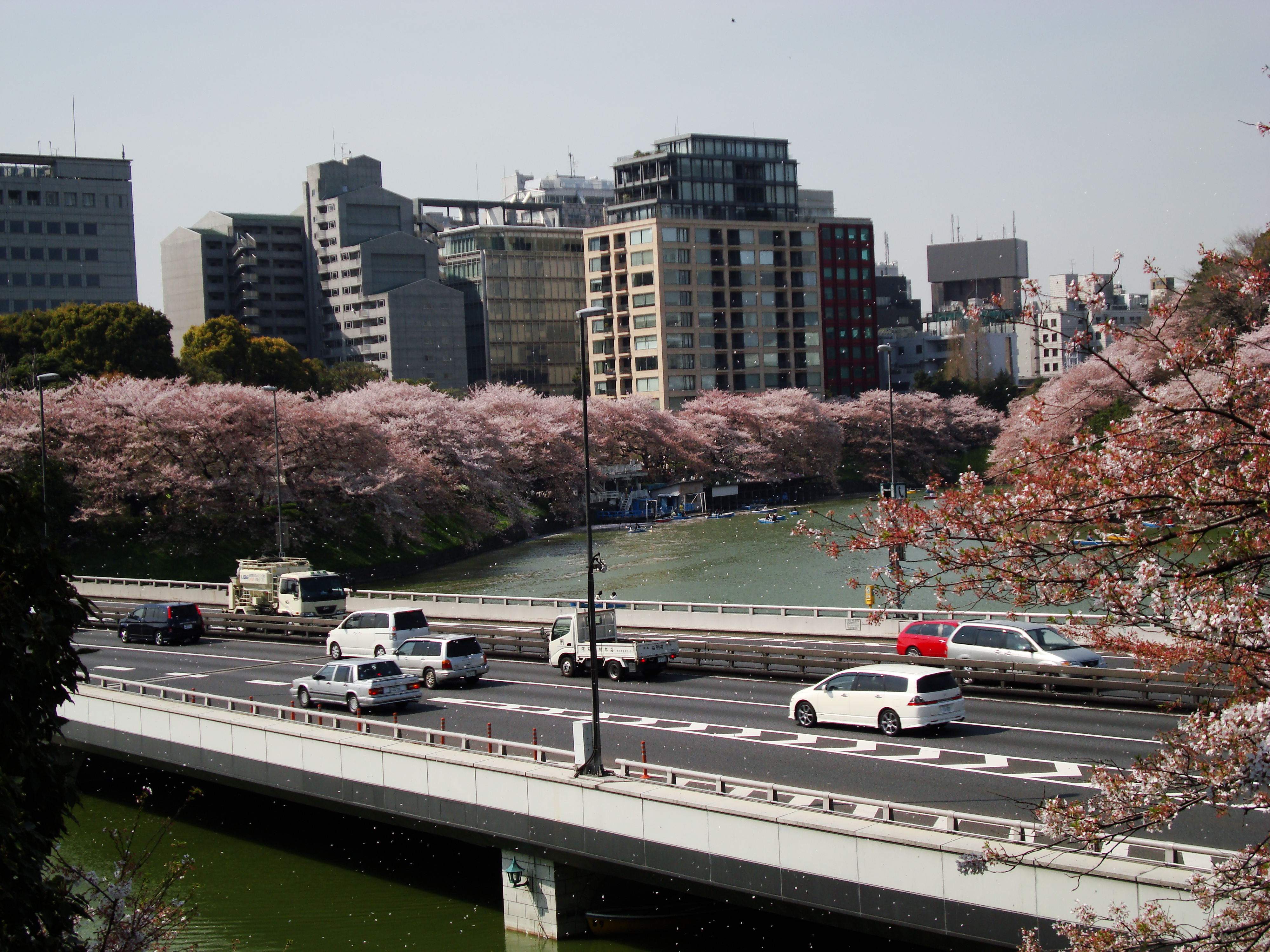
首都高都心環状線が横断する